# Nuocheng Shuiku
Nuocheng Shuiku (kinesiska: 挪城水库) är en reservoar i Kina. Den ligger i provinsen Shandong, i den östra delen av landet, omkring 290 kilometer öster om provinshuvudstaden Jinan. Nuocheng Shuiku ligger 10 meter över havet. Arean är 1,5 kvadratkilometer. Trakten runt Nuocheng Shuiku består till största delen av jordbruksmark. Den sträcker sig 1,9 kilometer i nord-sydlig riktning, och 1,6 kilometer i öst-västlig riktning.
Genomsnittlig årsnederbörd är 771 millimeter. Den regnigaste månaden är juli, med i genomsnitt 247 mm nederbörd, och den torraste är januari, med 12 mm nederbörd.